# Alture Boldina
Le Alture Boldina, anche chiamate Monti Boldina o Boldini (in ucraino Болдині гори?, Boldyni hory; in russo Болдины горы?, Boldiny gory), costituiscono un'area verde monumentale a Černihiv in Ucraina.

## Storia

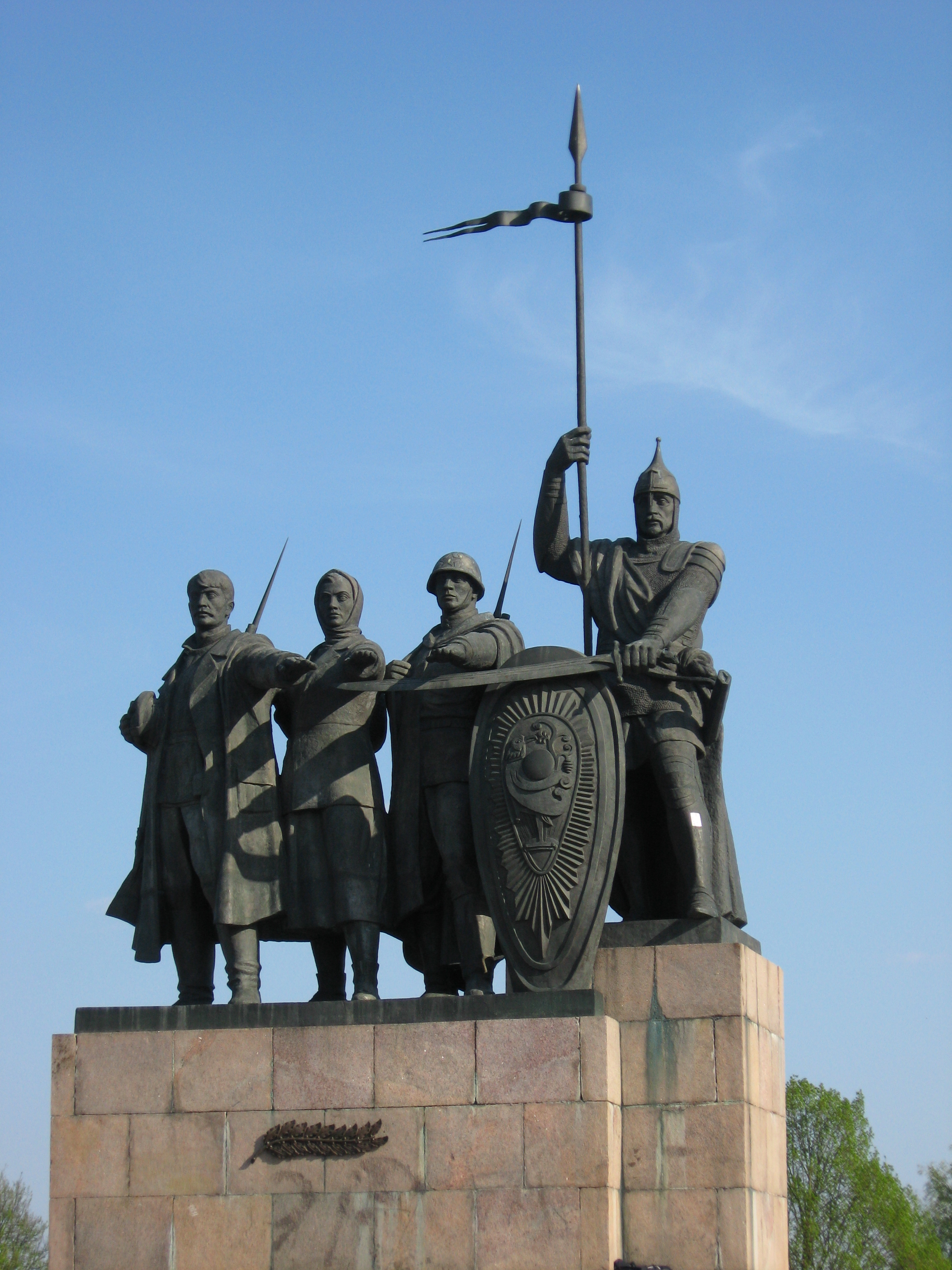
Memoriale della Gloria

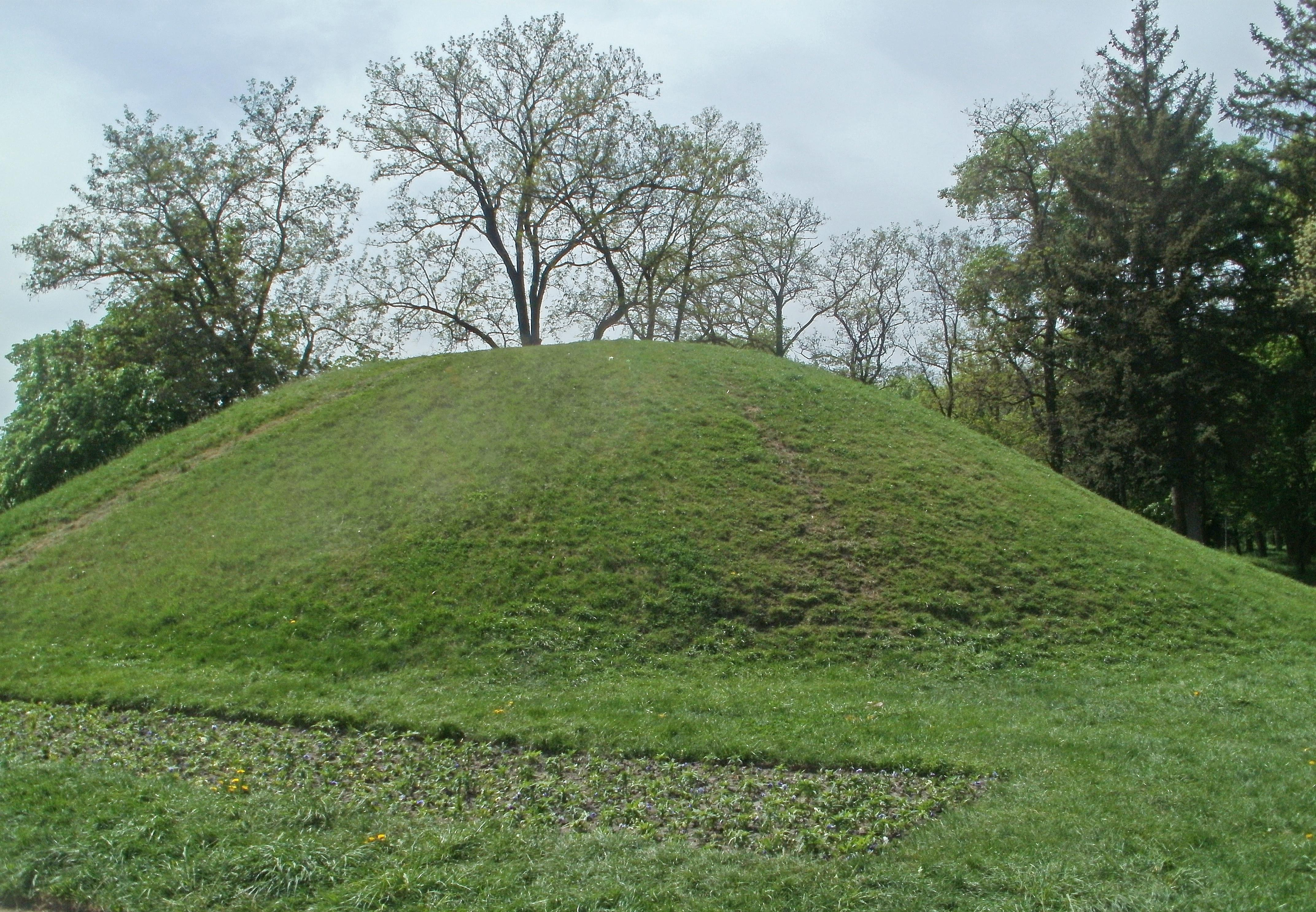
Uno dei numerosi tumuli nell'area

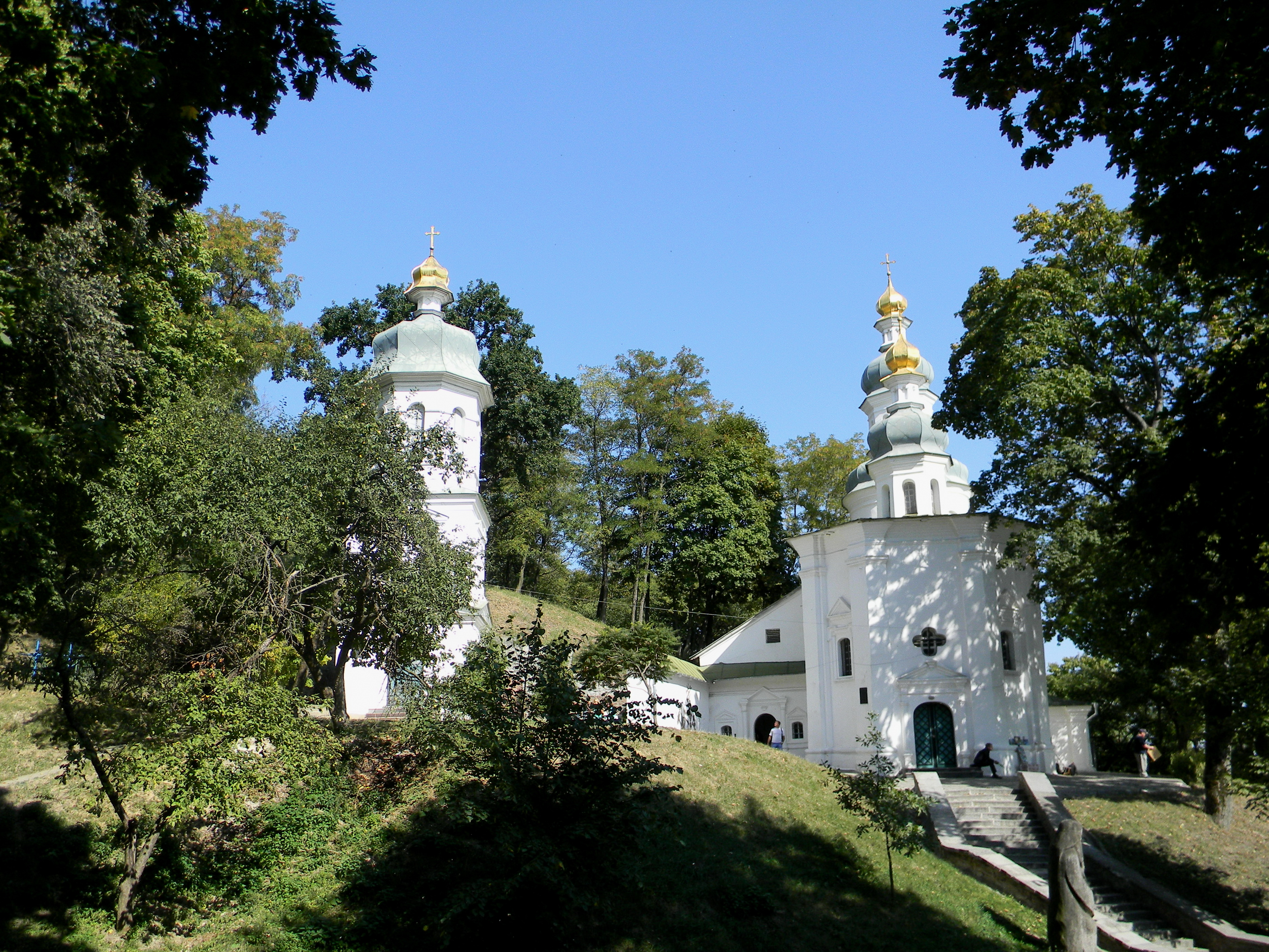
Monastero della Trinità-Illins'kyj

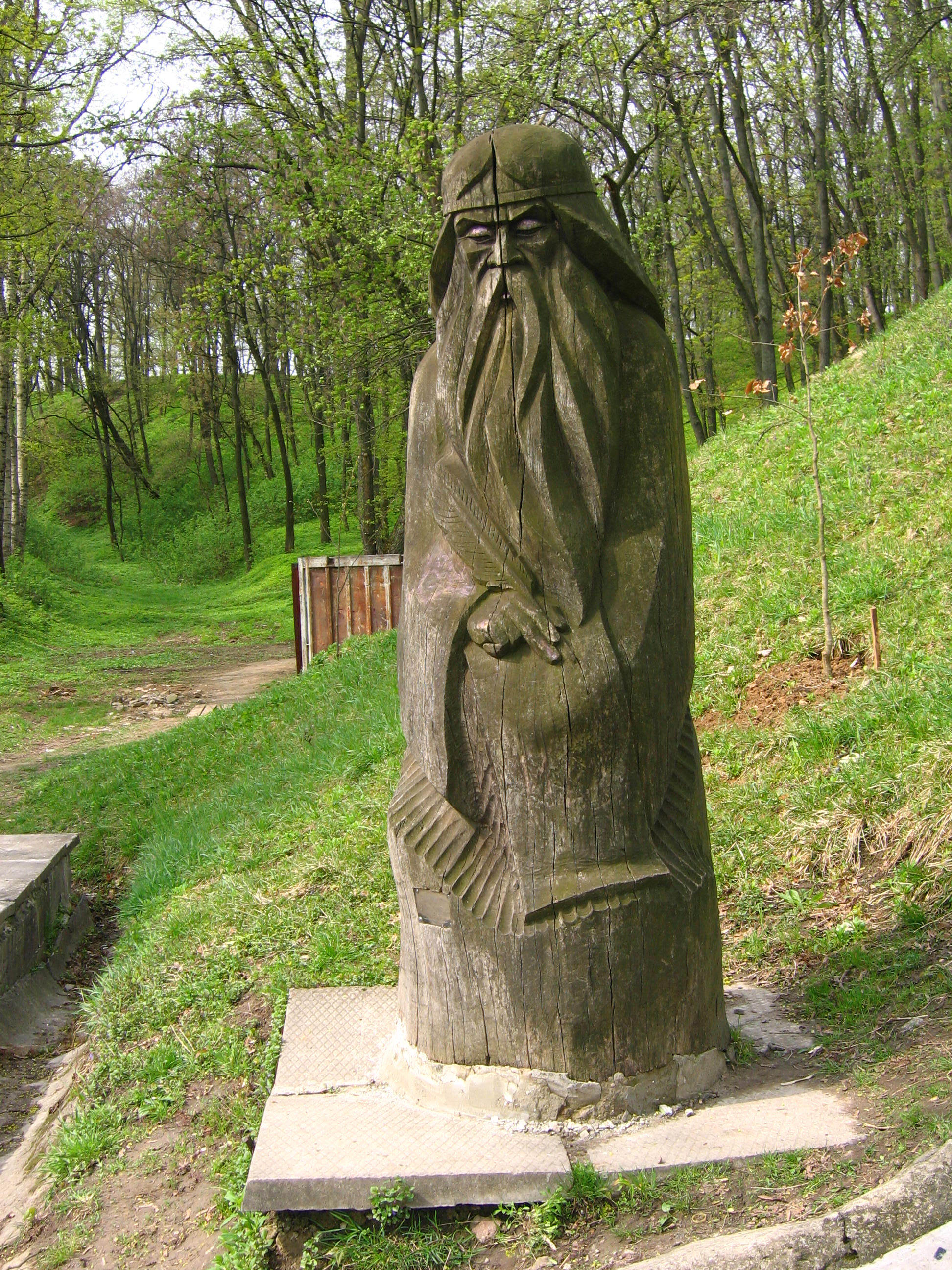
Statua lignea raffigurante Lev Tolstoj all'interno dell'area verde

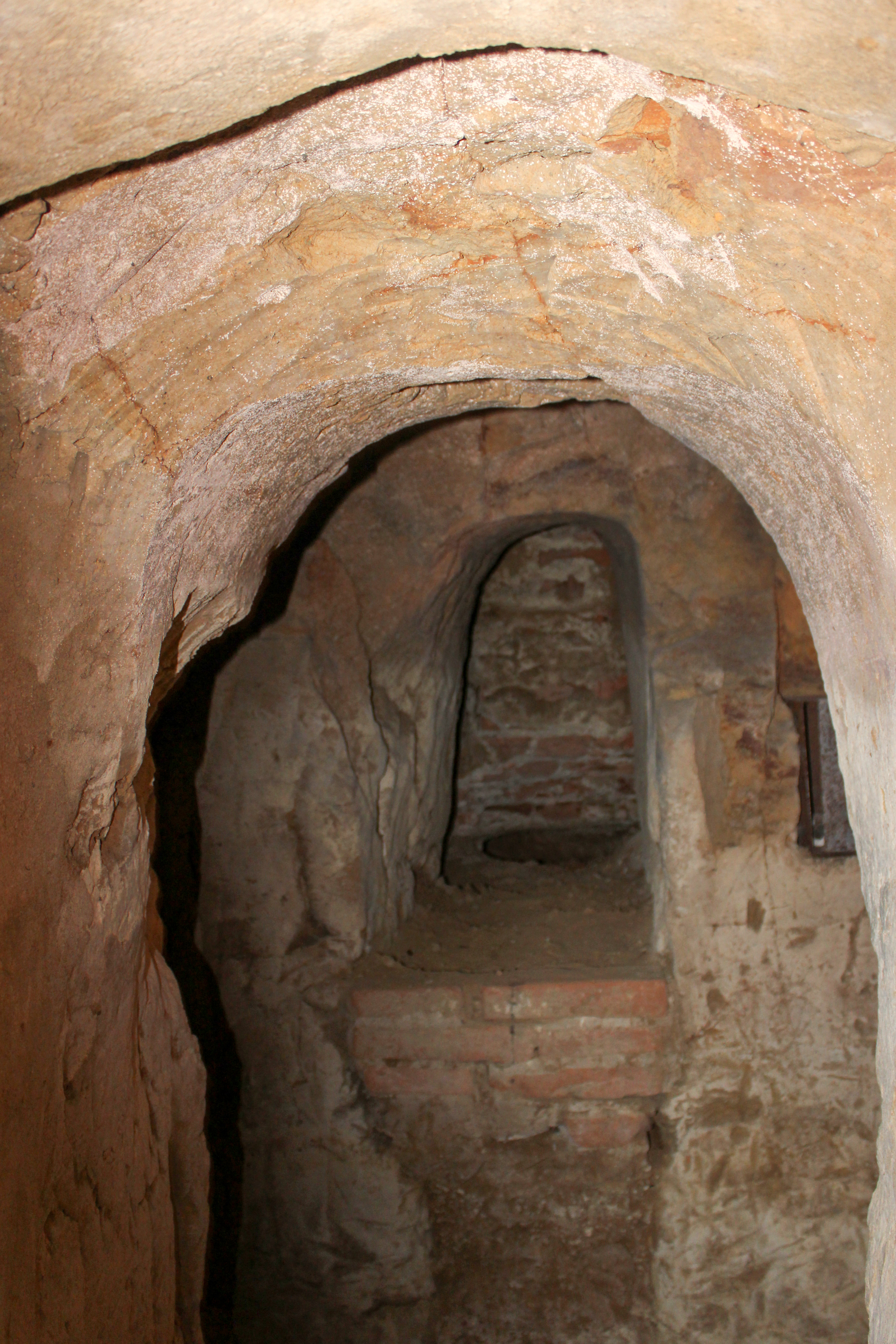
Grotte di Sant'Antonio

A partire dal IX secolo il territorio venne utilizzato per sepolture caratterizzate dai caratteristici cumuli, o kurgan, e questo continuò per i due secoli successivi. Intanto nell'area veniva edificati il grande monastero della Trinità-Illins'kyj sotto il quale vennero scavate le grotte di Sant'Antonio. Nel 1986 nella parte inferiore delle alture fu edificato il memoriale della Gloria, caratterizzato da quattro statue che raffigurano un antico guerriero russo, un soldato della seconda guerra mondiale, un difensore dell'unità nazionale e una lavoratrice.

## Descrizione
L'area verde monumentale comprende un parco che occupa una superficie di circa 6 ettari e viene riconosciuto come monumento dell'arte paesaggistica, ricco di specie arboree e piccoli mammiferi. Viene frequentato dalla cittadinanza e dagli ospiti che vi trovano una ricca vegetazione e punti panoramici privilegiati. Si trova sulla riva destra del Desna e comprende diverse piccole colline alte dai 20 ai 35 metri circa disposte ad arco. La zona, che è stata a lungo abitata, conserva inoltre numerosi monumenti archeologici, storici e architettonici.

## Luoghi d'interesse
- Grotte di Sant'Antonio.[4]
- Memoriale alla Gloria.[5]
- Monastero della Trinità-Illins'kyj.[6]
- Obelisco della Fiamma Eterna
- Tomba di Mychajlo Kocjubyns'kyj